# Zisterzienserinnenkloster El Salvador (Benavente)
Das Zisterzienserinnenkloster El Salvador ist seit 1181 ein Kloster der Zisterzienserinnen zuerst in Santa Colomba de las Monjas, ab 1581 in Benavente, Provinz Zamora in Spanien.

## Geschichte
Das 1181 in Santa Colomba de las Monjas 5 Kilometer südlich Benavente gestiftete Kloster El Salvador („Heiland“) wechselte 1581 in die sicherere Stadt Benavente. Der zur Zisterzienserinnenkongregation San Bernardo (C.C.S.B.) gehörende Konvent zog 1976 in einen Neubau außerhalb des Stadtlärms (Richtung Villanueva de Azuague). Unter den Nonnen wurde die Mystikerin Pilar Vega Iglesias (1896–1944) bekannt.

### Pilar Vega
- Leandro Fanlo: „Madre Pilar Vega, religiosa del Monasterio Cisterciense del Salvador Benavente-Zamora (1896–1954)“. In: Vida religiosa 21, 1964, Nr. 122, S. 102–106.
- Germán Puerto Velasco: María Pilar Vega, Cistercense. Dulce víctima de amor. Rasgos de una vida y trayectorias de una espiritualidad. Benavente 1966.
- La Paloma escondida en la peña. Biografía y escritos de la M. Pilar Vega Iglesias, monja cisterciense del Monasterio del Salvador, Benavente (Zamora), hrsg. von José J. Morales. Zamora 1977.